# Titularbistum Theodoropolis
Theodoropolis (ital.: Teodoropoli) ist ein Titularbistum der römisch-katholischen Kirche.
Es geht zurück auf einen untergegangenen Bischofssitz in der gleichnamigen antiken Stadt Theodoropolis, die in der römischen Provinz Moesia inferior (Niedermösien) im heutigen Bulgarien lag. Der Bischofssitz war der Kirchenprovinz Heraclea Perinthus zugeordnet.
| Titularbischöfe von Theodoropolis |                             |                                               |               |                  |
| Nr.                               | Name                        | Amt                                           | von           | bis              |
| 1                                 | Remigio Guido Barbieri, OSB | Apostolischer Vikar von Gibraltar (Gibraltar) | 29. Juli 1901 | 15. April 1910   |
| 2                                 | Simon Aichner               | emeritierter Bischof von Brixen (Italien)     | 28. Juni 1904 | 1. November 1910 |
| 3                                 | George Calavassy            | Exarch von Istanbul (Türkei) und Griechenland | 13. Juli 1920 | 11. Juni 1932    |